# Кам'яниця Реґульовська
Кам'яниця Реґульовська — будинок кінця XVI століття, розташований в історичному центрі Львова, на площі Ринок, 30. Кам'яниця внесена до реєстру пам'яток архітектури і містобудування національного значення під охоронним № 326/28, згідно з постановою № 970 Ради Міністрів Української РСР від 24 серпня 1963 року.49°50′31″ пн. ш. 24°01′49″ сх. д. / 49.841834° пн. ш. 24.030382° сх. д.

## Історія
У XVI столітті на місці давнішого готичного будинку, знищеного великою пожежею 1527 року, збудували нову кам'яницю на замовлення міщанина, міського райці Якуба Реґули (Реґулюса Якобуса). Саме від його прізвища походить традиційна назва кам'яниці — Реґульовська. Пізніше власники неодноразово змінювалися. Ще у ліктьовому податку 1767 року будинок згадується як шляхетська кам'яниця під назвою «Реґульовська».
1772 року кам'яницю розібрали, а на її місці звели новий будинок для субделегата (заступника) судді Антонія Добрицького. Під час перебудови використали давні пивниці та граничні мури, зберігши при цьому первісну тритрактову систему планування. Тоді був повністю перебудований четвертий поверх та добудовані офіцини. По смерті Добрицького кам'яниця перейшла у власність його доньок («Якубусов'ята»), а кам'яниця стала називатися Якубусівською.
У другій чверті XVII століття тут мешкала Ядвіґа Лушковська, донька збіднілого львівського купця Яна Лушковського. За легендою, 1634 року під час перебування у Львові польський король Владислав IV Ваза, проїжджаючи через Ринок, побачив у вікні кам'яниці Ядвіґу та закохався у її посмішку. Після смерті матері король забрав красуню-львів'янку до свого двору у Варшаві. Вона мала покої на другому поверсі Королівського замку. Згодом король одружився з Цецилією Австрійською, а вагітну Ядвіґу видав заміж за хорунжого нурської землі у Мазовії Яна Виписького, поставивши його старостою Мерича у Литві. 1636 року народився позашлюбний син короля Костянтин. Згодом король визнав сина, якому надав титул графа де Васен, як згодом виявилося, Костянтин став останнім представником роду Ваза.
Упродовж XIX століття у будинку неодноразово проводилися ремонти та часткові реконструкції, які в основному стосувалися офіцин, сходової клітки, санвузлів. Так, у 1888 році встановили нові сходи, проєктовані архітектором Леопольдом Вархаловським. У 1892—1900 роках в будинку містилося Політехнічне товариство та редакція його журналу «Czasopismo Techniczne». На початку XX століття тут містилася крамниця рукавичок Яка Цірока. Вхід вказував лицар натуральної величини. Він стояв у скляній шафі, був одягнений у напівобладунок, лосини, шолом з чорним пером, у руці тримав шпагу.
1902 року кам'яницю придбав Генрик Бачевський, один з представників відомої родини львівських підприємців та власників відомої фабрики Бачевських. У 1912 році на його замовлення проведено реконструкцію за проєктом архітектурного бюро Міхала Уляма. Перероблено сходову клітку, на рівні першого поверху склепіння замінено металевими перекриттями, перемуровано деякі стіни. На першому поверсі облаштував фірмову крамницю родинної фірми. Крім, крамниці тут також містився склад готової продукції.

## Архітектура
Кам'яниця Реґульовська є частиною тракту суцільної забудови західної сторони площі Ринок. Будувалася на видовженій ділянці, яка прилягає до задньої межі будинку на площі Ангелів, 2. 
Кам'яниця — цегляна, чотириповерхова, у плані — прямокутної форми, на стрічкових фундаментах, з пивницями, внутрішнім подвір'ям та офіцинами. Структура плану в основному склалася у другій половині XVIII століття. Планування XVI—XVII століть збереглося на рівні пивниць. В оформленні фасаду яскраво проявилася стилістика рококо. На рівні верхніх поверхів фасад членований подвійними пілястрами з рельєфними рокайлями на місцях капітелей.